# Leptostylus cretatellus
Leptostylus cretatellus es una especie de escarabajo longicornio del género Leptostylus, categorizada en la tribu Acanthocinini, de la subfamilia Lamiinae. Fue descrita por Henry Walter Bates en 1863.

## Descripción
Mide 5-7,4 mm de longitud.

## Distribución
Se distribuye por Bolivia, Brasil, Costa Rica, Estados Unidos, Guatemala, Guayana Francesa, Honduras, México y Nicaragua.